# Radio SAW

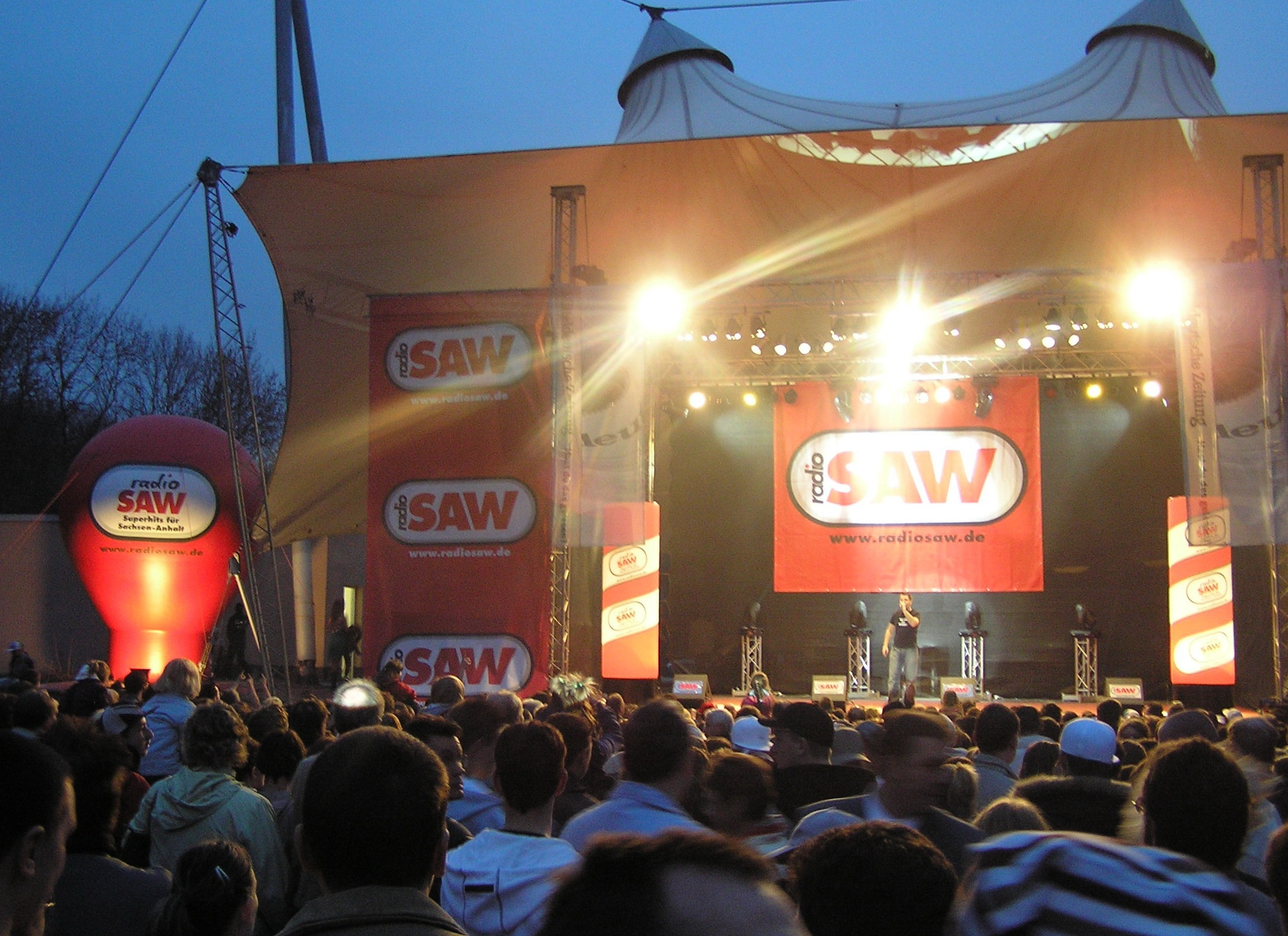
Radio SAW - HIT ARENA, 2006

Radio SAW ist der erste private Hörfunksender Sachsen-Anhalts. Die Abkürzung SAW stand für Sachsen-Anhalt-Welle. Heute ist Radio SAW eine Wort-Bild-Marke.
Sendestart war am 8. September 1992. Radio SAW sendet für das sogenannte „SAW-Land“. Das ist im Kern Sachsen-Anhalt, Ost-Niedersachsen, West-Sachsen und West-Brandenburg sowie Nord-Thüringen. Die Zielgruppe von Radio SAW sind 10- bis 59-Jährige und die Kernzielgruppe 25- bis 55-Jährige. Veranstalter des Programms ist die VMG Verlags- und Medien GmbH & Co. KG.

## Geschichte
1992 wurde die Lizenz für zwei landesweite Hörfunkprogramme durch die zuständige Medienanstalt Sachsen-Anhalt (MSA) ausgeschrieben. Eine der beiden Lizenzen ging an die neu gegründete VMG. Hauptgesellschafter war die Oldenburger Nordwest-Zeitung. Erstes „Funkhaus“ war eine alte Tapetenfabrik in Magdeburg in der Diesdorfer Straße. 1995 erfolgte der Umzug in ein neues Funkhaus im Hansapark in Magdeburg. Gleichzeitig wurde von der bisher analogen Sendetechnik auf digitale Systeme umgestellt. 1997 sendete Radio SAW einen der ersten Livestreams eines Radioprogramms in Deutschland.
Neben dem Unterhaltungsprogramm, das in Magdeburg produziert wurde und wird, legte man in den ersten Jahren sehr viel Wert auf regionale Berichterstattung und schuf in Halberstadt, Dessau und Halle (Saale) Regionalstudios. Insgesamt verfügt Radio SAW über ein großes Sendegebiet, von Salzwedel bis Naumburg, von Magdeburg bis Leipzig, von Dessau-Roßlau bis Halle. Der Sender ist, dank des sehr leistungsstarken Senders Brocken, auch gut in den angrenzenden Bundesländern, vor allem im östlichen Niedersachsen, nördlichen Thüringen, westlichen Sachsen und westlichen Brandenburg zu empfangen.
Im Jahr 2007 startete Radio SAW die Online-Musikplattform SAW-Musikwelt. Neben den Programmen Radio SAW, Rockland und 1A Deutsche Hits bietet der Sender dort 14 Webradios als Livestream an. Dazu gehören klassische Musikthemen wie die 80er, 90er oder 70er sowie Partymusik und Rocksparten. Neu seit 2018 ist auch ein Stream mit Weihnachtsmusik.
Im Oktober 2017 kehrte der beliebte, langjährige Moderator Holger Tapper zum Sender zurück, nachdem er zwischenzeitlich 8 Jahre für den Wettbewerber Radio Brocken in Halle tätig war. Gemeinsam mit seinen Kollegen Nadine Rathke und Wettermann Frank Abel moderiert er die Morgensendung „Muckefuck“.
Neben einer Auswahl von Songs der aktuellen Charts werden vor allem Lieder aus den 1980er- und 1990er-Jahren, vorwiegend aus den Bereichen Pop und Rock, gespielt.
| Jahr | Gesamt  | Sachsen, S-Anh. und Thür. | Sachsen-Anhalt | Sachsen-Anhalt |
| ---- | ------- | ------------------------- | -------------- | -------------- |
|      | Hörer   | Marktanteil               | Hörer          | Marktanteil    |
| 2023 | 639.000 | k. A.                     | 522.000        | k. A.          |
| 2014 | 283.000 | k. A.                     | 220.000        | k. A.          |
| 2012 | 335.000 | k. A.                     | 247.000        | k. A.          |
| 2011 | 375.000 | k. A.                     | 290.000        | k. A.          |
| 2010 | 306.000 | k. A.                     | 232.000        | k. A.          |
| 2009 | 282.000 | k. A.                     | 227.000        | k. A.          |
| 2008 | 288.000 | 10,3 %                    | 210.000        | 32,2 %         |
| 2007 | 289.000 | 9,8 %                     | 211.000        | 30,8 %         |
| 2006 | 287.000 | 9,5 %                     | 213.000        | 33,3 %         |
| 2005 | 317.000 | k. A.                     | 204.000        | k. A.          |
| 2004 | 373.000 | k. A.                     | 258.000        | k. A.          |
| 2003 | 364.000 | k. A.                     | 259.000        | k. A.          |

Hörerzahlen und Marktanteile (prozentualer Anteil der Hördauer des Senders an der Hördauer aller Sender in einem Gebiet) in der Gesamthörerschaft

Basis: Durchschnittsstunde, Mo–Sa, 6:00-18:00 Uhr bzw. Mo–Fr bei den Marktanteilen

Quelle: MA 2003/Radio II, MA 2004/Radio II, MA 2005/Radio II, MA 2006/Radio II, MA 2007/Radio II, MA 2008/Radio I, MA 2009/Radio II, MA 2010/Radio I, MA 2011/Radio II, MA 2012/Radio I

## Mitarbeiter
- Geschäftsführer: Michael Mezödi
- Programmdirektor: Ronny Schulz

### Moderatoren
In Klammern gesetzt ist der Einsatz beim Sender.
- Frank Wiedemann
- Ted Stanetzky (Moderation Die Classic-Show)
- Ingolf Kloss
- Nadine-Henriette Rathke (Moderation Muckefuck)
- Frank Abel (Wetterexperte)
- Christoph Schödel
- Warren Green
- Maik „Scholle“ Scholkowsky
- Holger Tapper (Moderation Muckefuck)
- Andreas Godehardt
- Freddy Holzapfel (seit 1. Januar 2019)
- Cassie Palme
- Enrico Ostendorf (Moderator Radio SAW-Superhitmix)
- Sven Bornschein
- Patrizia Pickert
- Aike Lange
- Toni Rupprecht

### Ehemalige Moderatoren
In Klammern gesetzt ist der Einsatz beim Sender.
- Marc Angerstein (1992–2000, 2003–2006)
- Susi Brandt (1994–2003)
- Volker Haidt (†) (1993–2017)
- Andy Hein (1992–2002)
- Frauke Rauner
- Alexander Schmidt
- Maren Sieb (–1995, 1999–2006)
- Marc Burgemeister
- Jana Lammich
- Franziska Stawitz
- Paul Lüder
- Uwe Heuer
- Jan Seifert
- Sina Peschke
- Sebastian Rätzel (aka Basti Rätzel von The Baseballs)
- Stephie Reich
- Josefin Schreiter
- Ellen Schulze

## Frequenzen

### Analog
- Brocken 101,4 MHz (landesweit)
- Blankenburg 95,7 MHz
- Dessau 92,6 MHz
- Ziesar 102,8 MHz (außerhalb Sachsen-Anhalts)
- Halle 103,3 MHz
- Leipzig 104,9 MHz (außerhalb Sachsen-Anhalts)
- Lutherstadt Wittenberg 98,4 MHz
- Magdeburg 100,1 MHz
- Naumburg 95,1 MHz
- Osterburg 95,6 MHz
- Salzwedel 103,9 MHz
- Sangerhausen 99,4 MHz
- Berga 106,6 MHz
- Stendal 100,5 MHz
- Wernigerode 90,8 MHz

### Digital
- DAB in Sachsen-Anhalt landesweit (Kanal 11C), sowie in Niedersachsen Raum Braunschweig (Kanal 11B) und Raum Göttingen (Kanal 7D)

## Auszeichnungen
Radio SAW Muckefuck-Moderator Volker Haidt erhielt am 8. September 2011 den Deutschen Radiopreis als bester Moderator. Am 8. Juli 2011 erhielt Radio SAW den Rundfunkpreis Mitteldeutschland für die Sendung „Radio SAW spezial“. 2014 und 2023 wurde der Sender für den Deutschen Radiopreis in der Kategorie „Beste Morgensendung“ nominiert.

## Trivia
Das verwendete Jingle-Paket von Radio SAW (produziert von der Firma GrooveWorx in Los Angeles), insbesondere die Service-Elemente (Nachrichten, Wetter, Verkehr) hatten sich seit 2012 nicht verändert. Im November 2024 erhielt der Sender nach 12 Jahren ein neues Sounddesign. Der Werbetrenner, ein per Synthesizer generierter Glissando, ist derselbe wie seit Sendebeginn 1992. Der Sender ist dennoch weiterhin privater Marktführer in Sachsen-Anhalt. Das dürfte einzigartig in der deutschen Radiolandschaft sein. 